# Csizmadia István (kajakozó)
Csizmadia István (Budapest, 1944. december 16. –) olimpiai bronzérmes, világbajnoki ezüstérmes kajakozó.

## Életpályája
Csizmadia István a magyar kajak-kenu sport meghatározó alakja volt az 1960-as és az 1970-es években. Az 1968-as mexikóvárosi olimpián a kajak négyes tagjaként nyert bronzérmet 1000 méteren. 1973-ban Tamperében világbajnoki bronz-, 1973-ban Koppenhágában pedig ezüstérmes lett a kajak négyes tagjaként az 500 méteres távon. 1969-ben a moszkvai Európa-bajnokságon bronzérmes volt.

## Érmes helyezései világversenyeken
| Olimpia          | Olimpia            | Olimpia | Olimpia      |
| Évszám           | Helyszín           | Érem    | Versenyszám  |
| ---------------- | ------------------ | ------- | ------------ |
| 1968             | Mexikóváros ( MEX) | Bronz   | K4 1000 m    |
| Világbajnokság   |                    |         |              |
| Évszám           | Helyszín           | Érem    | Versenyszám  |
| 1970             | Koppenhága ( DEN)  | Bronz   | K1 4 × 500 m |
| 1973             | Tampere ( FIN)     | Ezüst   | K1 4 × 500 m |
| Európa-bajnokság |                    |         |              |
| Évszám           | Helyszín           | Érem    | Versenyszám  |
| 1969             | Moszkva ( URS)     | Bronz   | K1 4 × 500 m |